# Diestrammena longicauda
Diestrammena longicauda är en insektsart som först beskrevs av Heinrich Hugo Karny 1933-1934.  Diestrammena longicauda ingår i släktet Diestrammena och familjen grottvårtbitare. Inga underarter finns listade i Catalogue of Life.